# 勞拉·斯通
勞拉·斯通（Lara Stone；1983年12月20日—），荷蘭超級名模。她是高級時裝品牌Calvin Klein的代言人，也是維多利亞的秘密的模特兒。勞拉上過ELLE, VOGUE, Harper's Bazaar及i-D等雜誌封面，也有參與LV、Chanel、Balmain等著名時裝及奢侈品的時裝展。2010年起，她正式接任慧卡·芝瑪曼，在models.com封后成為眾模之首。

## 简介
斯通出生于荷兰北布拉班特省，他的母亲是荷兰人，父亲是英国人，当她14岁时在巴黎地铁被模特公司发现，而后参加精英模特竞选赛，那是1999年，当时她只有15岁。尽管她没有赢，但是她和精英模特经纪公司（Elite Modeling Agency）签约了，并且开始了她的模特生涯。

## 荣誉
2010年2月19日，世界头号时装模特儿世界排名斯通位居榜首，并且一直保持到2012年8月31日。2012年8月31日，斯通登上Models.com的Industry Icons。

## 感情生活
2009年9月，斯通开始和英国喜剧演员戴维·沃廉姆斯约会，2010年1月宣布她们的婚事。2010年5月16日，她们的婚礼在伦敦凱萊奇酒店（Claridge's）举办。她在2013年5月13日誕下一名兒子，取名Alfred。